# Shomu Nobori
Shomu Nobori (昇 曙夢, Nobori Shomu, 17 juillet 1878 - 22 novembre 1958) est le nom de plume d'un traducteur et professeur de littérature russe actif au cours des ères Taishō et Shōwa du Japon. Son nom véritable est Naotaka Nobori (昇 直隆, Nobori Naotaka). Il sert également en tant que conseiller spécial du gouvernement japonais sur les questions russes et soviétiques.

## Biographie
Nobori naît à Kakeromajima, une des îles Amami dans la préfecture de Kagoshima. Fils d'un érudit de littérature russe, il est baptisé à l'église orthodoxe de Kagoshima peu après sa naissance. Il fréquente une école dirigée par l'Église orthodoxe russe à Tokyo où il est d'abord séminariste, et dans laquelle il travaille plus tard comme enseignant. Recruté dans l'armée impériale japonaise durant la guerre russo-japonaise pour ses connaissances en russe, la guerre se termine avant qu'il soit diplômé de l'Académie de l'armée impériale japonaise.
Malgré l'impopularité de ce qui se rapporte aux choses russes après la guerre, il écrit des articles sur la littérature et la culture russe pour des magazines et des journaux, et travaille sur la première étude exhaustive de la littérature russe en japonais, Roshia Bungaku Kenkyu (Étude sur la littérature russe, 1907). En 1912, il travaille comme instructeur à l'École préparatoire militaire centrale, et à partir de 1915 en tant que chargé de cours à l'université Waseda. Il est aussi professeur à l'Académie de l'armée impériale japonaise à partir de 1916. En 1928, il se rend en Union soviétique à l'occasion du centième anniversaire de Tolstoï, et à son retour au Japon est l'expert japonais reconnu sur la littérature et la culture soviétique. Ses traductions de divers auteurs russes des années 1930 et suivantes couvrent presque tous les auteurs majeurs de chaque période. Il est lauréat du prix Yomiuri en 1956 pour son Une histoire de la littérature russe et soviétique.
Nombre de ses traductions de la langue russe en japonais, ainsi que son analyse et ses critiques littéraires des auteurs russes sont plus tard traduites du japonais en chinois. D'après Asia and Africa Today, Nobori « relie les accomplissements de la littérature russe » avec Gogol et Alexandre Pouchkine
Après la Seconde Guerre mondiale, Nobori est une des figures de proue du mouvement pour la restitution des îles Amami. Les îles, où il est né, sont séparées du Japon après la guerre et confiées à l'administration des États-Unis sous le nom de « îles Ryukyu du Nord ».
Il meurt en 1958. Sa tombe se trouve au cimetière de Tama, à Tokyo.

## Publications
- Nobori, Shomu. The Great Russian Writer, Nicolas Gogol (露国文豪ゴーゴリ Rokoku Bungō Gōgori) est publié en 1904[4]
- Nobori, Shomu. Dai Amami-shi (大奄美史, "History of Great Amami") 1949, Kagoshima[6]
- Nobori, Shomu and Katsumaro Akamatsu. The Russian Impact on Japan Literature and Social Thought. Presses de l'université de Californie du Sud (1981). ASIN: B0006Y4HZY

## Sources
- Asia and Africa Today. 1979, numéros 19-24. Contributors: Sovetskiĭ komitet solidarnosti stran Azii i Afriki, Institut vostokovedenii͡a (Akademii͡a nauk SSSR), Institut Afriki (Akademii͡a nauk SSSR).
- Matsumoto, Nobuhiro, Tōichi Mabuchi, Keiō Gijuku Daigaku. Gengo Bunka Kenkyūjo. Folk religion and the worldview in the southwestern Pacific: papers submitted to a symposium, the Eleventh Pacific Science Congress held in August-September 1966. Keio Institute of Cultural and Linguistic Studies. Université Keiō, 1968.

Autres :
- Nobori, Shomu et Katsumaro Akamatsu. The Russian Impact on Japan Literature and Social Thought; Presses de l'université de Californie du Sud (1981). ASIN: B0006Y4HZY
- Wada, Yoshihide. Roshia bungakusha Nobori Shomu & Akutagawa Ryunosuke ronko. Izumi Shoin (2001)  (ISBN 4-7576-0105-0)

## Source de la traduction
- (en) Cet article est partiellement ou en totalité issu de l’article de Wikipédia en anglais intitulé « Shomu Nobori » (voir la liste des auteurs).